# Aechmea sergipana
Aechmea sergipana är en gräsväxtart som beskrevs av Edmundo Pereira och Elton Martinez Carvalho Leme. Aechmea sergipana ingår i släktet Aechmea och familjen Bromeliaceae. Inga underarter finns listade i Catalogue of Life.